# Forte di Vigliena
Il forte di Vigliena è un edificio storico della città di Napoli, monumento nazionale, di cui rimangono oggi solo alcuni resti; è ubicato nel quartiere di San Giovanni a Teduccio, in via Marina dei Gigli (ex stradone Vigliena).

## Storia
La costruzione del fortilizio risale al 1702 (secondo altre fonti al 1706), ad opera del viceré Juan Manuel Fernández Pacheco, marchese di Villena, da cui prese il nome. Venne usato durante il Regno delle Due Sicilie anche per l'istruzione alla pratica di artiglieria dei cadetti della Reale accademia militare della Nunziatella.
L'importanza storica della fortezza è soprattutto legata ad un episodio che vide contrapposti i sostenitori della Repubblica Partenopea e le forze sanfediste del cardinale Ruffo, avvenuto il 13 giugno 1799. Essendo il presidio più meridionale della città di Napoli, si trovò in prima linea rispetto all'avanzata da sud delle forze legittimiste quando i repubblicani dovettero abbandonare le posizioni sul ponte della Maddalena. Il forte era difeso da circa centocinquanta uomini della Legione Calabra, al comando del sacerdote di Corigliano Calabro Antonio Toscani. Assaltati da tre battaglioni sanfedisti calabresi, al comando del tenente colonnello Francesco Rapini; e successivamente colpiti da un intenso fuoco di artiglieria russa, i difensori furono ridotti ad una sessantina.

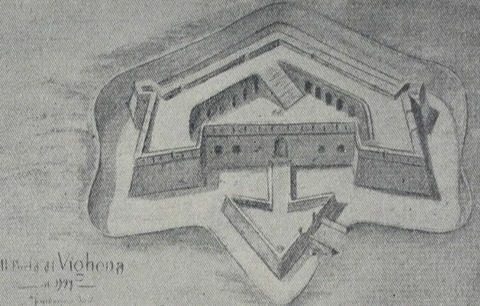
Disegno che illustra la pianta del Forte

Vista l'impossibilità di vincere, sembra che Toscani decidesse di dare fuoco alle polveri, determinando la propria morte e quella di buona parte sia dei difensori, che degli attaccanti. Il forte fu semidistrutto dall'esplosione, dalla quale scampò un solo repubblicano, un certo Fabiani, che si gettò in mare prima dello scoppio.
Così Alexandre Dumas, nel suo saggio sui Borbone di Napoli, descrive l'accaduto:
(Era il forte di Vigliena saltato in aria.)
L'evento della distruzione del forte, e la morte di tanti commilitoni, instillò nuova furia nei calabresi sanfedisti, che diedero con successo l'assalto al Castello del Carmine, aprendo la porta alla conquista della città.
La fortezza, di grande interesse socio-politico-culturale, fu abbandonata, tanto da favorire interventi abusivi da parte di strutture sia pubbliche, che private. Nel 1891, tuttavia, per iniziativa di alcuni parlamentari quali Paolo Emilio Imbriani e Pasquale Villari, il forte fu proclamato “monumento nazionale” e fu sottoposto a restauro, sebbene, tuttavia, le condizioni attuali non siano ancora degne di un monumento nazionale. Infatti in seguito al restauro avvenuto nell’81 il forte è stato nuovamente lasciato all’abbandono, ed addirittura utilizzato come canile da privati cittadini. Attualmente risulta ancora non visitabile.

## Struttura
Alto solo sei metri, onde favorirne il defilamento al tiro nemico del mare, di forma pentagonale, e circondato da un fossato largo ben nove metri e profondo cinque, era concepito in maniera tale da assicurare la difesa del porto di Napoli con i suoi cannoni. Al forte si accedeva tramite un rivellino di forma triangolare dotato di parapetto e fuciliera di guardia. Tale configurazione doveva servire anche per portare degli attacchi di sorpresa contro eventuali invasori, che avrebbero in tal modo subito il tiro dei cannoni posti sui due lati frontali, ciascuno lungo fino a 35,9 metri, oltre alle fucilate provenienti dalle numerose feritoie disseminate lungo le mura.
Nel cortile interno erano disposti un pozzo e una serie di casematte adibite a servizi accessori (refettorio, officina d'armi, deposito attrezzi, etc.) addossate lungo la parete, ciascuna dotata di scala che dava accesso al primo sopraelevato di ronda. Analogamente, dal cortile si poteva accedere ai bastioni dotati di tunnel sotterranei per il trasporto di polvere e munizioni. Eccetto la cornice in pietra vesuviana che coronava la cortina compresa tra i due bastioni laterali, la fortezza era integralmente realizzata in tufo. Nel 1742 fu aggiunta una rampa più ampia di accesso al piano di ronda.

## Prospettive sul Forte di Vigliena
A fronte di ripetuti episodi di degrado e di illegalità, le proposte di recupero si orientano verso la realizzazione di un parco archeologico. Il particolare frangente economico e le difficoltà economiche dell'amministrazione municipale, tuttavia, hanno determinato la deviazione degli investimenti verso il più redditizio porto turistico, nella medesima zona.